# 상 윤
상 윤(영어: Sang Yoon, ?~)은 미국의 요리사이자, 레스토랑 경영자이다.